# Art Ross-trófea

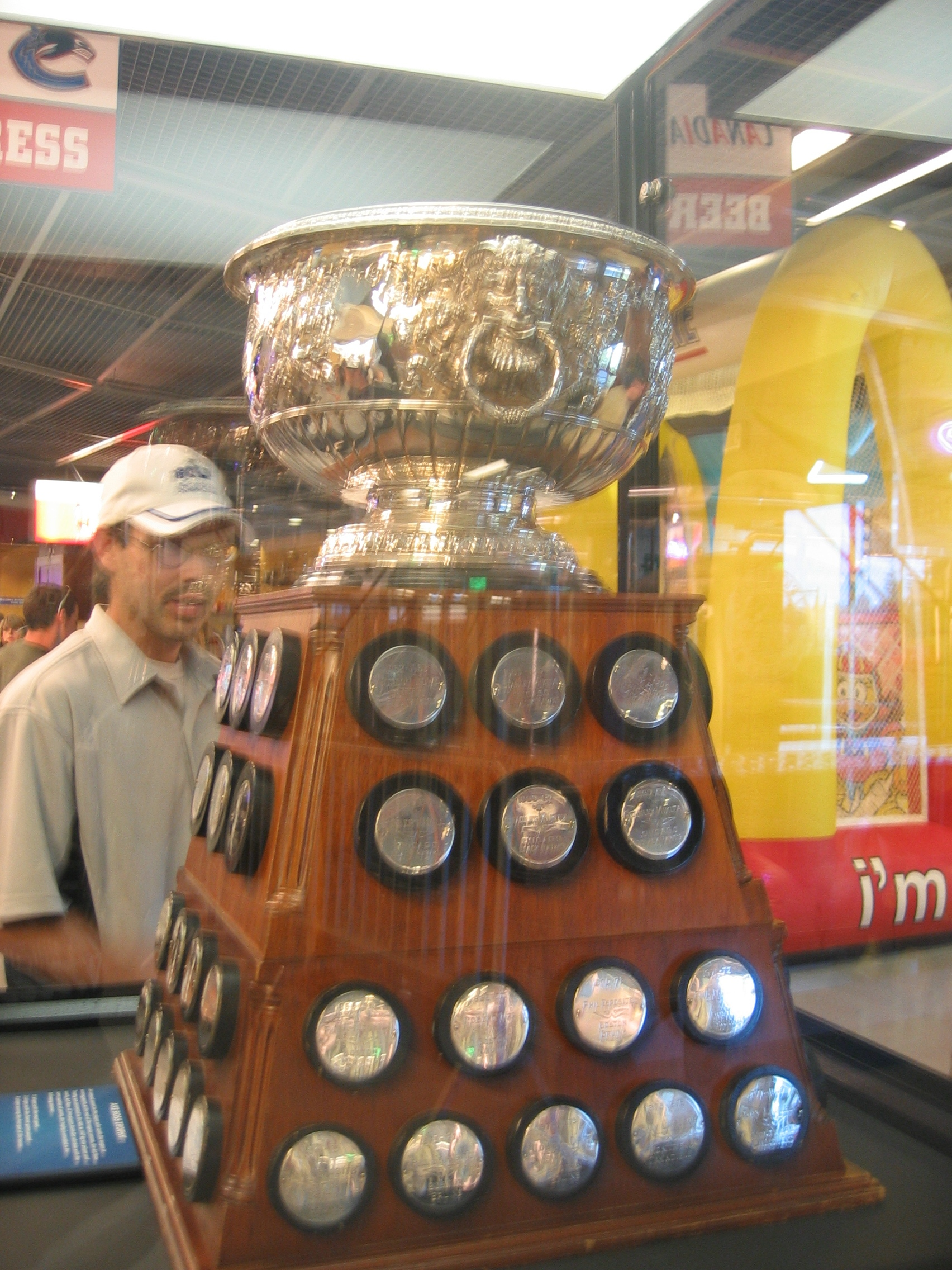
Az Art Ross-trófea

Az Art Ross-trófeát a National Hockey League-ben a szezon során a legtöbb pontot szerző játékos kapja.
Ha holtverseny alakul ki, akkor az a játékos, aki több gólt ütött. Ha így is holtverseny van, akkor az, aki kevesebb mérkőzést játszott és előbb ütött gólt. Ha ilyenkor is döntetlen akkor megosztva kapják.
Ez az első a négy nagy NHL-trófeáknak, amiket az Original Six erában szereplő csapatok menedzsereiről vagy tulajdonosairól neveztek el. (A többi díj a Conn Smythe-trófea, a Frank J. Selke-trófea és a James Norris-emlékkupa de egyesek ide sorolják a Jack Adams-díjat is.)

## Története
Az Art Ross-trófeát Arthur Howie "Art" Ross tiszteletére nevezték el aki játékos, bíró, edző és menedzser volt. 14 szezont játszott mint védő és két Stanley-kupát nyert (a Kenora Thistles-szel 1907-ben és a Montréal Wanderers-szel 1908-ban.) Ezután bíró lett majd edző és menedzser az első amerikai csapatnál a Boston Bruins-nál. Három Stanley-kupát nyert a Bostonnal. 1945-ben beválasztották a Jégkorong Hírességek Csarnokába.
Elmer Lach nyerte az első trófeát az 1947–1948-as szezon végén.
Wayne Gretzky rekordnak számító tíz alkalommal nyerte el a húsz szezonja során. 1980–1981-es és a 2000–2001-es szezon között csak három játékos nyerte el a trófeát (Wayne Gretzky, Mario Lemieux és Jaromír Jágr.) A 2001–2002-es szezon végén megszakadt ez a sorozat mert ekkor Jarome Iginla lett a pontkirály.
a 2005–2006-os szezon végén Joe Thornton nyerte a trófeát úgy, hogy szezon közben átigazolt a Bostonból a San Jose Sharksba és így ő az egyetlen, aki két különböző csapatban szerepelt a szezonban és megnyerte az Art Ross-t.
A 2006–2007-es szezonban a 19 éves Sidney Crosby lett a pontkirály és így ő a legfiatalabb, aki ezt megnyerte és az összes nagy amerikai sport ligában ő a legfiatalabb, aki pontkirály lett.
A 2015–2016-os szezonban Patrick Kane győzött és ezzel ő lett az első amerikai születésű pontkirály a liga hosszú történetében.

## Győztesek

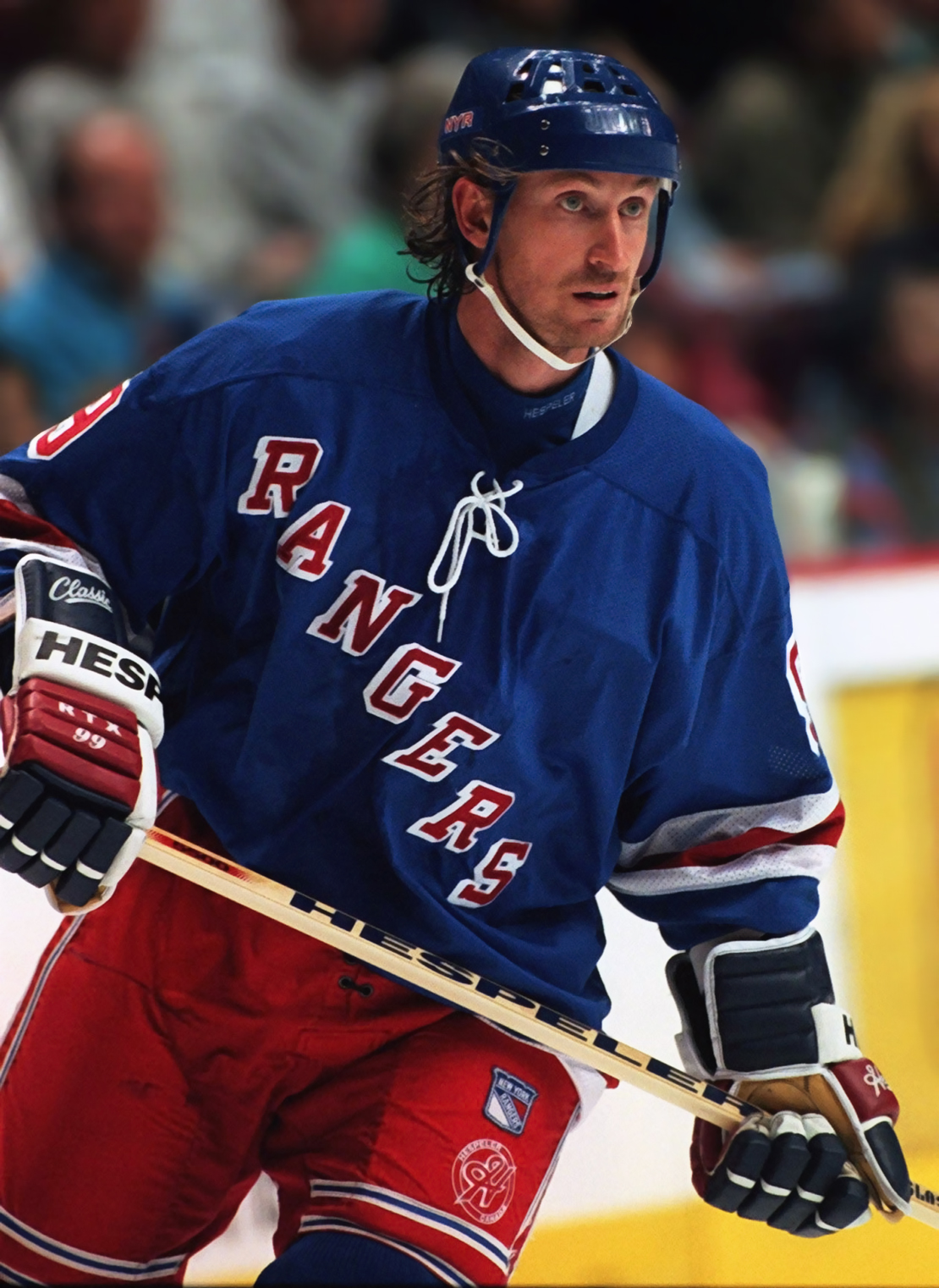
Wayne Gretzky 10-szeres győztes

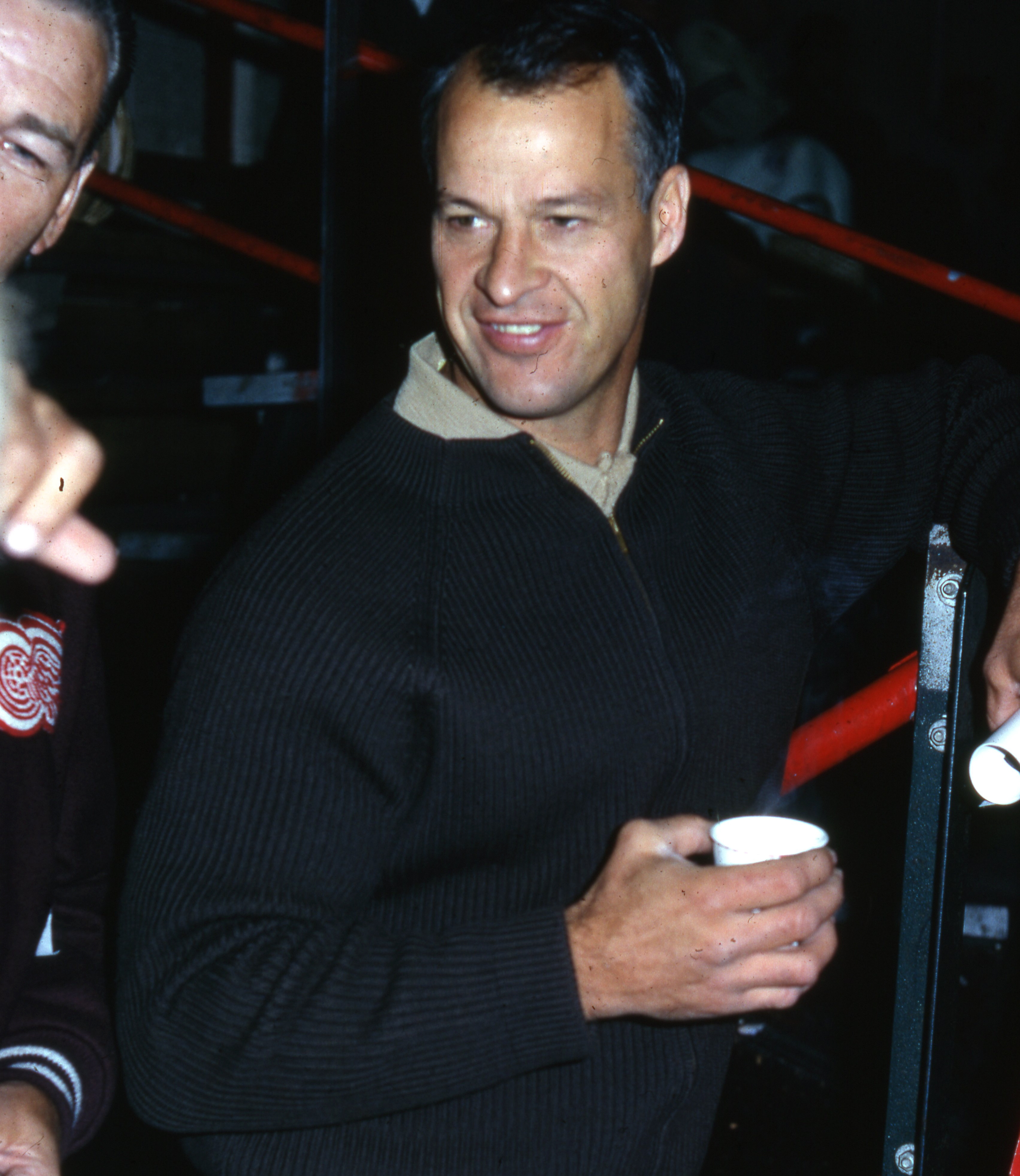
Gordie Howe, 6-szoros győztes

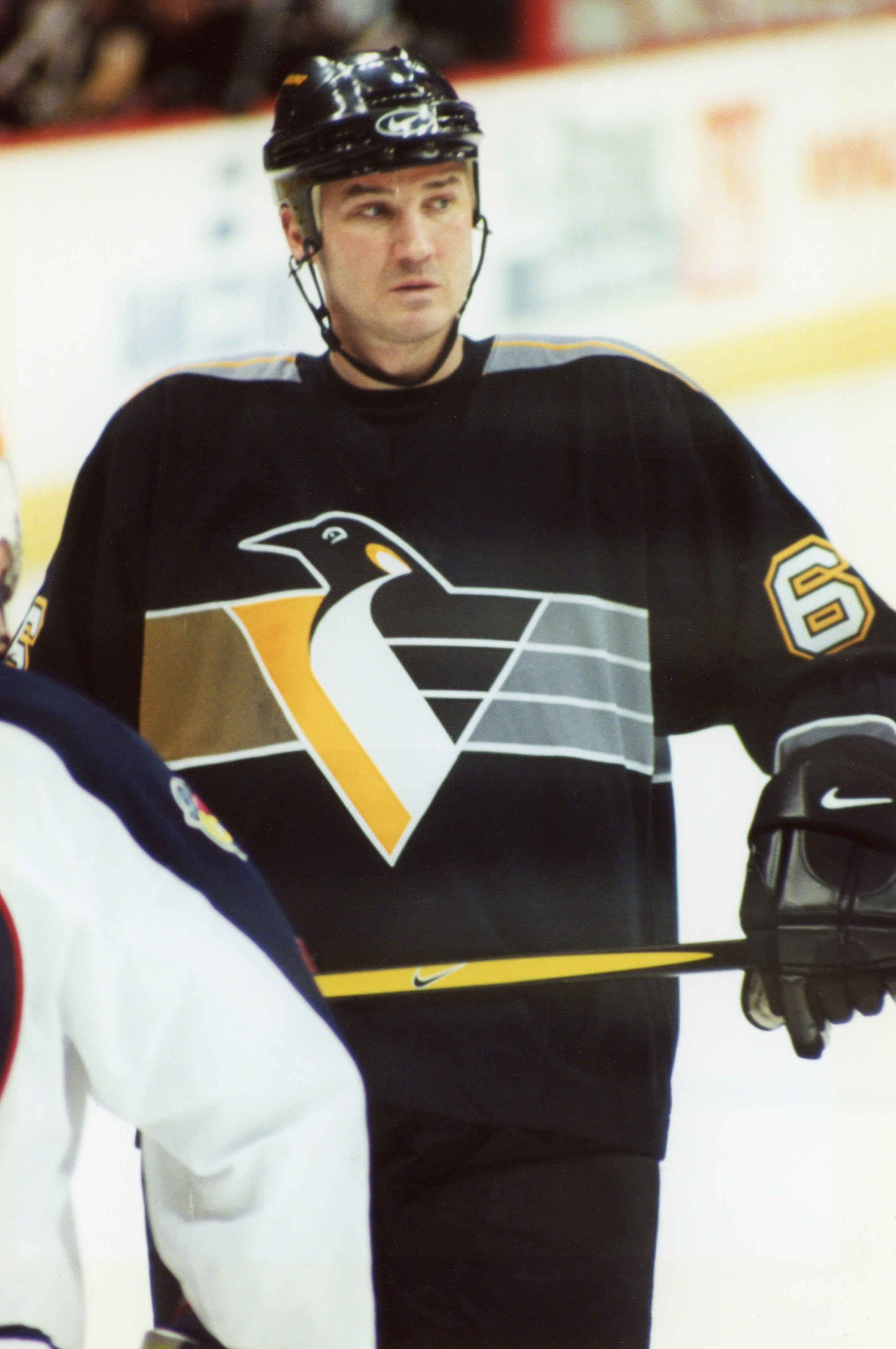
Mario Lemieux, 6-szoros győztes

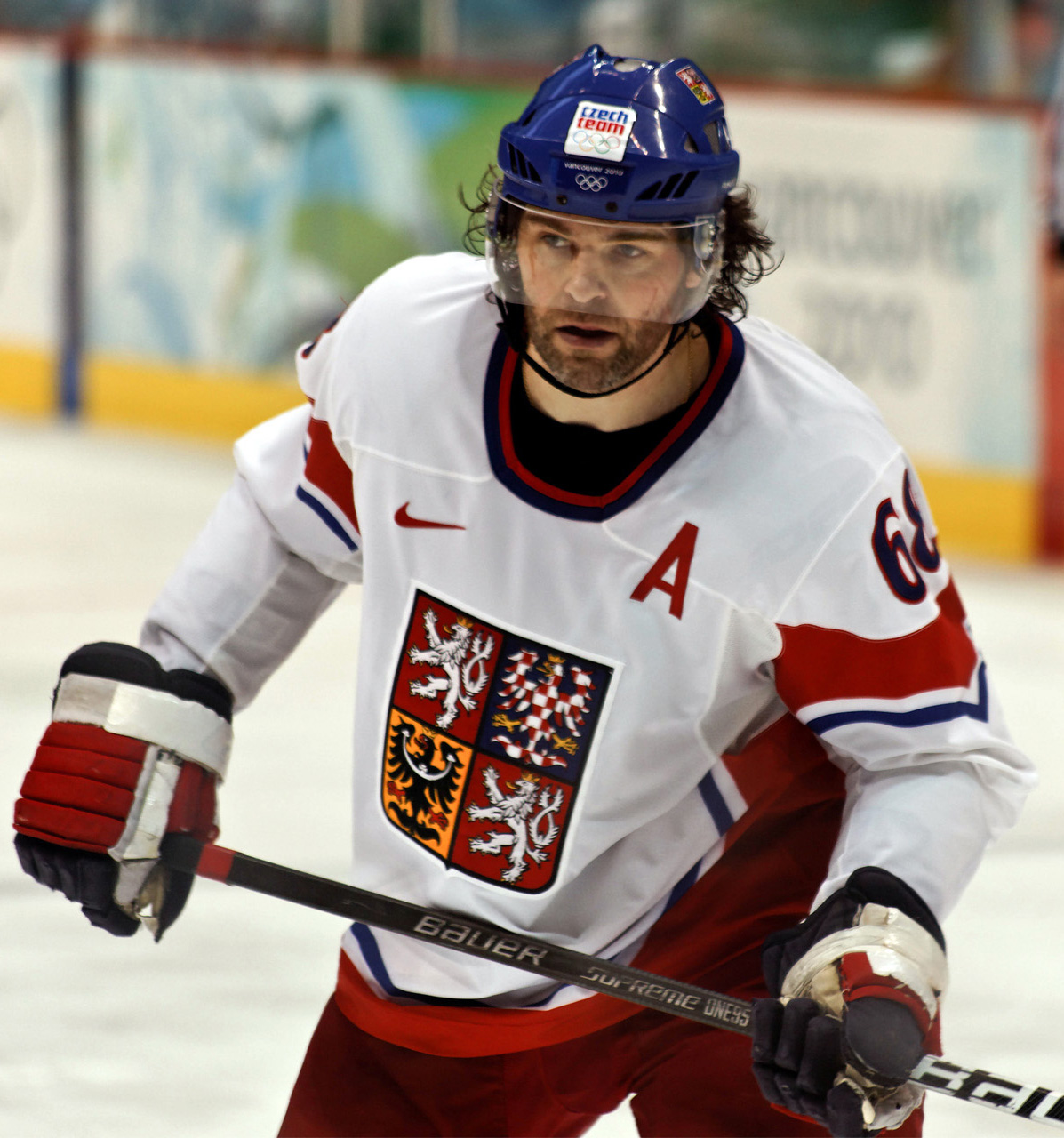
Jaromír Jágr, 5-szörös győztes

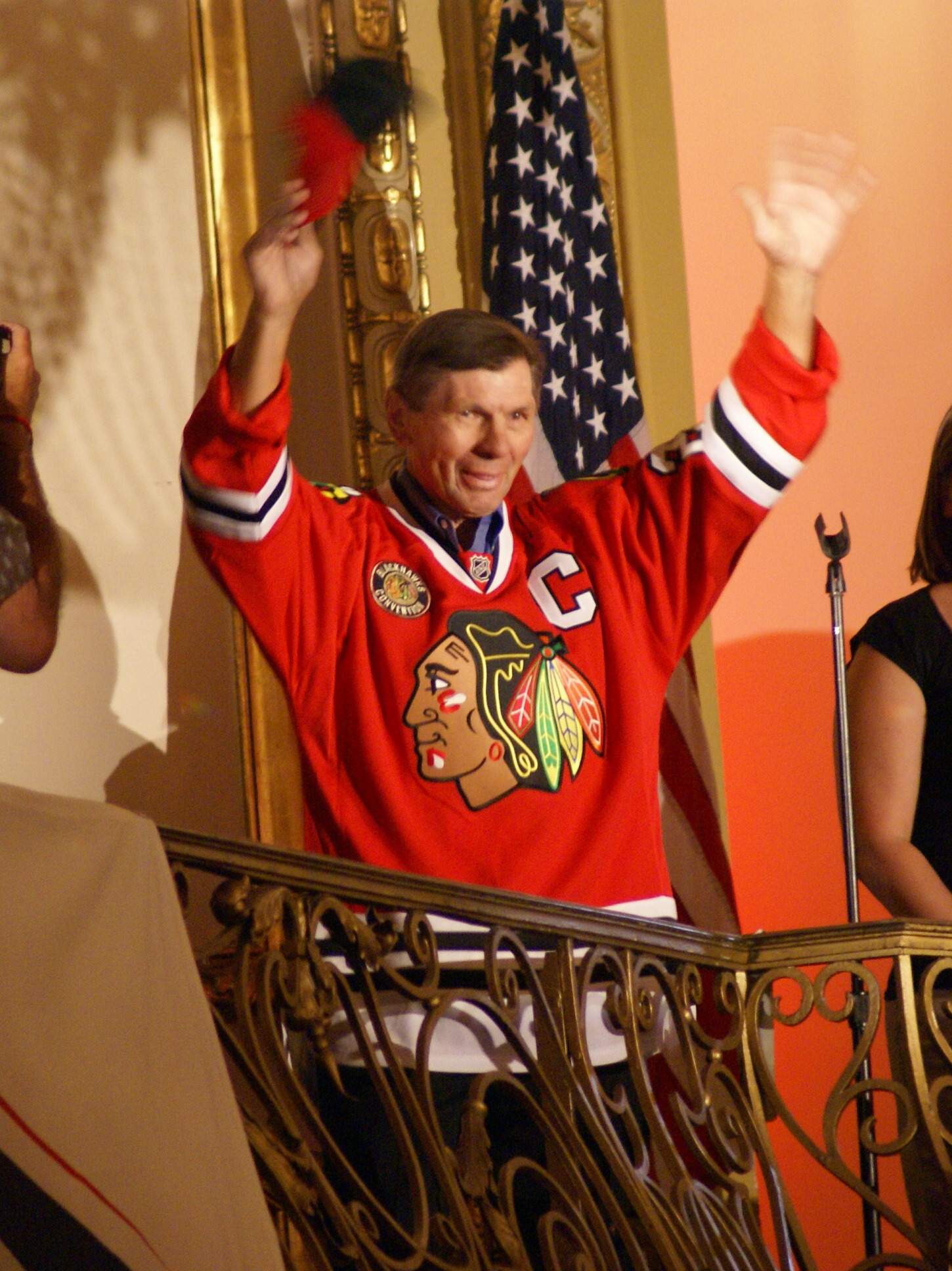
Stan Mikita, 4-szeres győztes

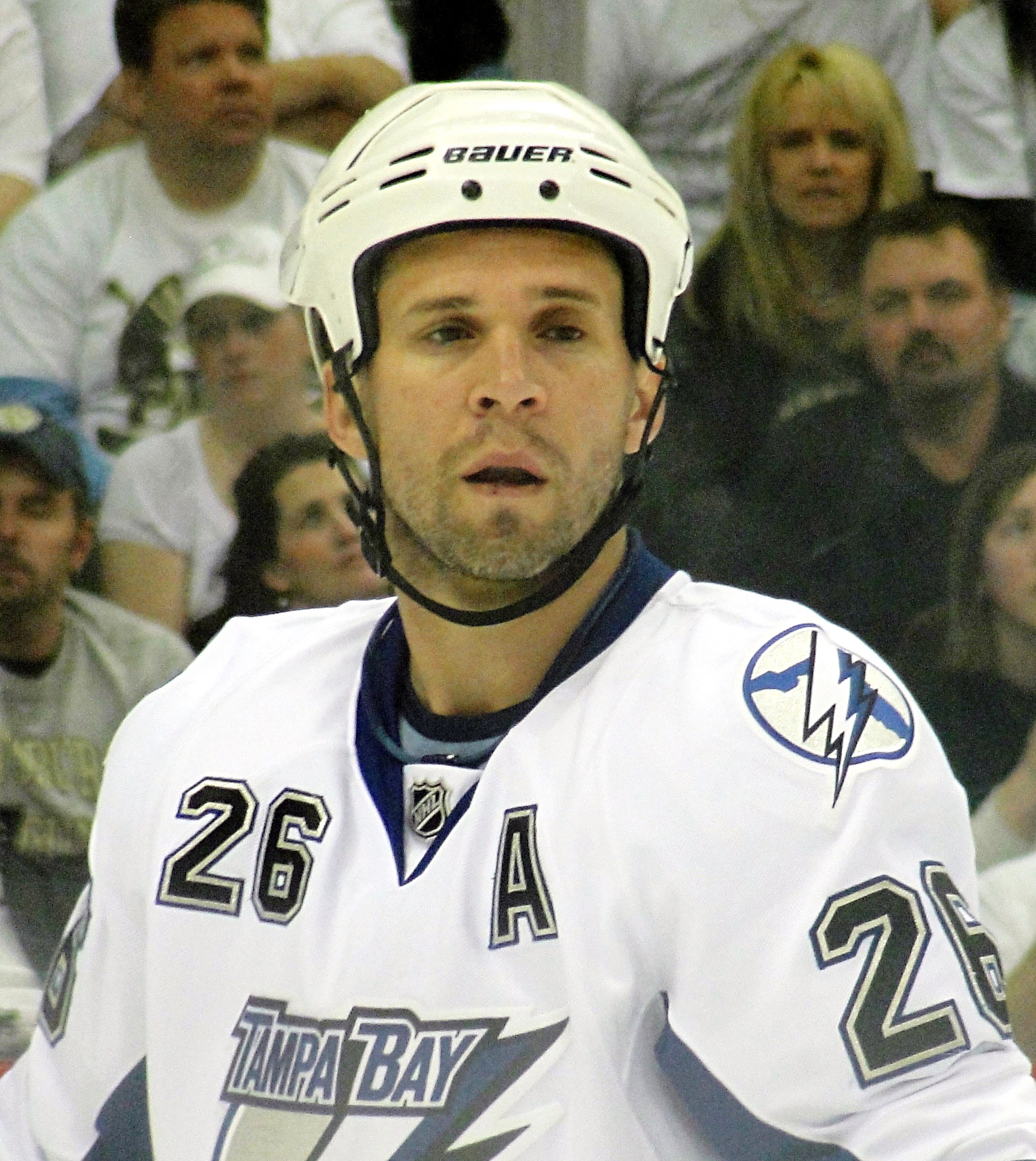
Martin St. Louis, 2-szeres győztes

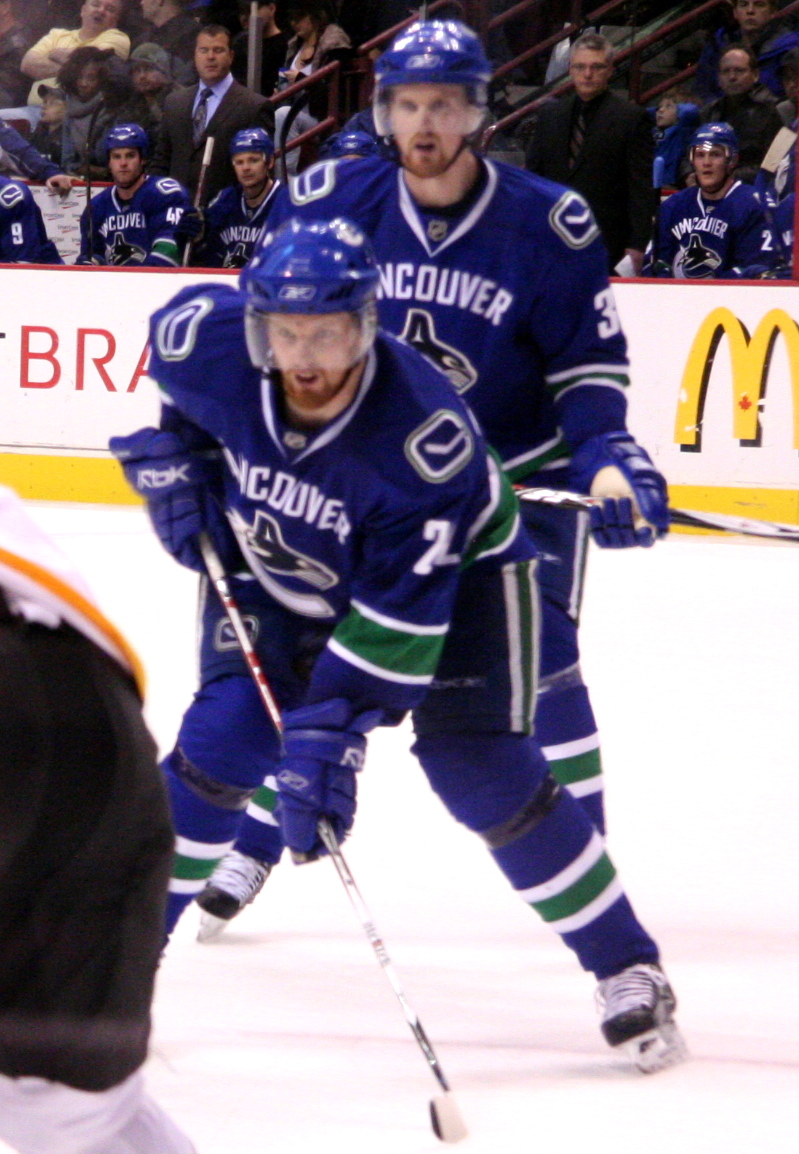
Daniel Sedin (elöl) és Henrik Sedin (hátul), mindketten 1-szeres győztesek

| Szezon    | Győztes                          | Csapat                           | Pont                             | #                                |
| --------- | -------------------------------- | -------------------------------- | -------------------------------- | -------------------------------- |
| 2024–2025 | Nyikita Kucserov                 | Tampa Bay Lightning              | 121                              | 3                                |
| 2023–2024 | Nyikita Kucserov                 | Tampa Bay Lightning              | 144                              | 2                                |
| 2022–2023 | Connor McDavid                   | Edmonton Oilers                  | 153                              | 5                                |
| 2021–2022 | Connor McDavid                   | Edmonton Oilers                  | 123                              | 4                                |
| 2020–2021 | Connor McDavid                   | Edmonton Oilers                  | 105                              | 3                                |
| 2019–2020 | Leon Draisaitl                   | Edmonton Oilers                  | 110                              | 1                                |
| 2018–2019 | Nyikita Kucserov                 | Tampa Bay Lightning              | 128                              | 1                                |
| 2017–2018 | Connor McDavid                   | Edmonton Oilers                  | 108                              | 2                                |
| 2016–2017 | Connor McDavid                   | Edmonton Oilers                  | 100                              | 1                                |
| 2015–2016 | Patrick Kane                     | Chicago Blackhawks               | 106                              | 1                                |
| 2014–2015 | Jamie Benn                       | Dallas Stars                     | 87                               | 1                                |
| 2013–2014 | Sidney Crosby                    | Pittsburgh Penguins              | 104                              | 2                                |
| 2012–2013 | Martin St. Louis                 | Tampa Bay Lightning              | 60                               | 2                                |
| 2011–2012 | Jevgenyij Malkin                 | Pittsburgh Penguins              | 109                              | 2                                |
| 2010–2011 | Daniel Sedin                     | Vancouver Canucks                | 104                              | 1                                |
| 2009–2010 | Henrik Sedin                     | Vancouver Canucks                | 112                              | 1                                |
| 2008–2009 | Jevgenyij Malkin                 | Pittsburgh Penguins              | 113                              | 1                                |
| 2007–2008 | Alekszandr Ovecskin              | Washington Capitals              | 112                              | 1                                |
| 2006–2007 | Sidney Crosby                    | Pittsburgh Penguins              | 120                              | 1                                |
| 2005–2006 | Joe Thornton                     | Boston Bruins San Jose Sharks    | 125                              | 1                                |
| 2004–2005 | A lockout miatt nem volt győztes | A lockout miatt nem volt győztes | A lockout miatt nem volt győztes | A lockout miatt nem volt győztes |
| 2003–2004 | Martin St. Louis                 | Tampa Bay Lightning              | 94                               | 1                                |
| 2002–2003 | Peter Forsberg                   | Colorado Avalanche               | 106                              | 1                                |
| 2001–2002 | Jarome Iginla                    | Calgary Flames                   | 96                               | 1                                |
| 2000–2001 | Jaromír Jágr                     | Pittsburgh Penguins              | 121                              | 5                                |
| 1999–2000 | Jaromír Jágr                     | Pittsburgh Penguins              | 96                               | 4                                |
| 1998–1999 | Jaromír Jágr                     | Pittsburgh Penguins              | 127                              | 3                                |
| 1997–1998 | Jaromír Jágr                     | Pittsburgh Penguins              | 102                              | 2                                |
| 1996–1997 | Mario Lemieux                    | Pittsburgh Penguins              | 122                              | 6                                |
| 1995–1996 | Mario Lemieux                    | Pittsburgh Penguins              | 161                              | 5                                |
| 1994–1995 | Jaromír Jágr                     | Pittsburgh Penguins              | 70                               | 1                                |
| 1993–1994 | Wayne Gretzky                    | Los Angeles Kings                | 130                              | 10                               |
| 1992–1993 | Mario Lemieux                    | Pittsburgh Penguins              | 160                              | 4                                |
| 1991–1992 | Mario Lemieux                    | Pittsburgh Penguins              | 131                              | 3                                |
| 1990–1991 | Wayne Gretzky                    | Los Angeles Kings                | 163                              | 9                                |
| 1989–1990 | Wayne Gretzky                    | Los Angeles Kings                | 142                              | 8                                |
| 1988–1989 | Mario Lemieux                    | Pittsburgh Penguins              | 199                              | 2                                |
| 1987–1988 | Mario Lemieux                    | Pittsburgh Penguins              | 168                              | 1                                |
| 1986–1987 | Wayne Gretzky                    | Edmonton Oilers                  | 183                              | 7                                |
| 1985–1986 | Wayne Gretzky                    | Edmonton Oilers                  | 215                              | 6                                |
| 1984–1985 | Wayne Gretzky                    | Edmonton Oilers                  | 208                              | 5                                |
| 1983–1984 | Wayne Gretzky                    | Edmonton Oilers                  | 205                              | 4                                |
| 1982–1983 | Wayne Gretzky                    | Edmonton Oilers                  | 196                              | 3                                |
| 1981–1982 | Wayne Gretzky                    | Edmonton Oilers                  | 212                              | 2                                |
| 1980–1981 | Wayne Gretzky                    | Edmonton Oilers                  | 164                              | 1                                |
| 1979–1980 | Marcel Dionne                    | Los Angeles Kings                | 137                              | 1                                |
| 1978–1979 | Bryan Trottier                   | New York Islanders               | 134                              | 1                                |
| 1977–1978 | Guy Lafleur                      | Montréal Canadiens               | 132                              | 3                                |
| 1976–1977 | Guy Lafleur                      | Montréal Canadiens               | 136                              | 2                                |
| 1975–1976 | Guy Lafleur                      | Montréal Canadiens               | 125                              | 1                                |
| 1974–1975 | Bobby Orr                        | Boston Bruins                    | 135                              | 2                                |
| 1973–1974 | Phil Esposito                    | Boston Bruins                    | 145                              | 5                                |
| 1972–1973 | Phil Esposito                    | Boston Bruins                    | 130                              | 4                                |
| 1971–1972 | Phil Esposito                    | Boston Bruins                    | 133                              | 3                                |
| 1970–1971 | Phil Esposito                    | Boston Bruins                    | 152                              | 2                                |
| 1969–1970 | Bobby Orr                        | Boston Bruins                    | 120                              | 1                                |
| 1968–1969 | Phil Esposito                    | Boston Bruins                    | 126                              | 1                                |
| 1967–1968 | Stan Mikita                      | Chicago Black Hawks              | 87                               | 4                                |
| 1966–1967 | Stan Mikita                      | Chicago Black Hawks              | 97                               | 3                                |
| 1965–1966 | Bobby Hull                       | Chicago Black Hawks              | 97                               | 3                                |
| 1964–1965 | Stan Mikita                      | Chicago Black Hawks              | 87                               | 2                                |
| 1963–1964 | Stan Mikita                      | Chicago Black Hawks              | 89                               | 1                                |
| 1962–1963 | Gordie Howe                      | Detroit Red Wings                | 86                               | 6                                |
| 1961–1962 | Bobby Hull                       | Chicago Black Hawks              | 84                               | 2                                |
| 1960–1961 | Bernie Geoffrion                 | Montréal Canadiens               | 95                               | 2                                |
| 1959–1960 | Bobby Hull                       | Chicago Black Hawks              | 81                               | 1                                |
| 1958–1959 | Dickie Moore                     | Montréal Canadiens               | 96                               | 2                                |
| 1957–1958 | Dickie Moore                     | Montréal Canadiens               | 84                               | 1                                |
| 1956–1957 | Gordie Howe                      | Detroit Red Wings                | 89                               | 5                                |
| 1955–1956 | Jean Béliveau                    | Montréal Canadiens               | 88                               | 1                                |
| 1954–1955 | Bernie Geoffrion                 | Montréal Canadiens               | 75                               | 1                                |
| 1953–1954 | Gordie Howe                      | Detroit Red Wings                | 81                               | 4                                |
| 1952–1953 | Gordie Howe                      | Detroit Red Wings                | 95                               | 3                                |
| 1951–1952 | Gordie Howe                      | Detroit Red Wings                | 86                               | 2                                |
| 1950–1951 | Gordie Howe                      | Detroit Red Wings                | 86                               | 1                                |
| 1949–1950 | Ted Lindsay                      | Detroit Red Wings                | 78                               | 1                                |
| 1948–1949 | Roy Conacher                     | Chicago Black Hawks              | 68                               | 1                                |
| 1947–1948 | Elmer Lach                       | Montréal Canadiens               | 61                               | 1(2)                             |

## A díj alapítása előtti győztesek
| Szezon    | Győztes          | Csapat              | Pont |
| --------- | ---------------- | ------------------- | ---- |
| 1946–1947 | Max Bentley      | Chicago Black Hawks | 72   |
| 1945–1946 | Max Bentley      | Chicago Black Hawks | 61   |
| 1944–1945 | Elmer Lach       | Montréal Canadiens  | 80   |
| 1943–1944 | Herb Cain        | Boston Bruins       | 82   |
| 1942–1943 | Doug Bentley     | Chicago Black Hawks | 73   |
| 1941–1942 | Bryan Hextall    | New York Rangers    | 56   |
| 1940–1941 | Bill Cowley      | Boston Bruins       | 62   |
| 1939–1940 | Milt Schmidt     | Boston Bruins       | 52   |
| 1938–1939 | Toe Blake        | Montréal Canadiens  | 47   |
| 1937–1938 | Gordie Drillon   | Toronto Maple Leafs | 52   |
| 1936–1937 | Sweeney Schriner | New York Americans  | 46   |
| 1935–1936 | Sweeney Schriner | New York Americans  | 45   |
| 1934–1935 | Charlie Conacher | Toronto Maple Leafs | 57   |
| 1933–1934 | Charlie Conacher | Toronto Maple Leafs | 52   |
| 1932–1933 | Bill Cook        | New York Rangers    | 50   |
| 1931–1932 | Harvey Jackson   | Toronto Maple Leafs | 53   |
| 1930–1931 | Howie Morenz     | Montréal Canadiens  | 51   |
| 1929–1930 | Cooney Weiland   | Boston Bruins       | 73   |
| 1928–1929 | Ace Bailey       | Toronto Maple Leafs | 32   |
| 1927–1928 | Howie Morenz     | Montréal Canadiens  | 51   |
| 1926–1927 | Bill Cook        | New York Rangers    | 37   |
| 1925–1926 | Nels Stewart     | Montréal Maroons    | 42   |
| 1924–1925 | Babe Dye         | Toronto St. Pats    | 44   |
| 1923–1924 | Cy Denneny       | Ottawa Senators     | 44   |
| 1922–1923 | Babe Dye         | Toronto St. Pats    | 37   |
| 1921–1922 | Punch Broadbent  | Ottawa Senators     | 46   |
| 1920–1921 | Newsy Lalonde    | Montréal Canadiens  | 43   |
| 1919–1920 | Joe Malone       | Québec Bulldogs     | 49   |
| 1918–1919 | Newsy Lalonde    | Montréal Canadiens  | 32   |
| 1917–1918 | Joe Malone       | Montréal Canadiens  | 48   |